# Хлорид железа(III)

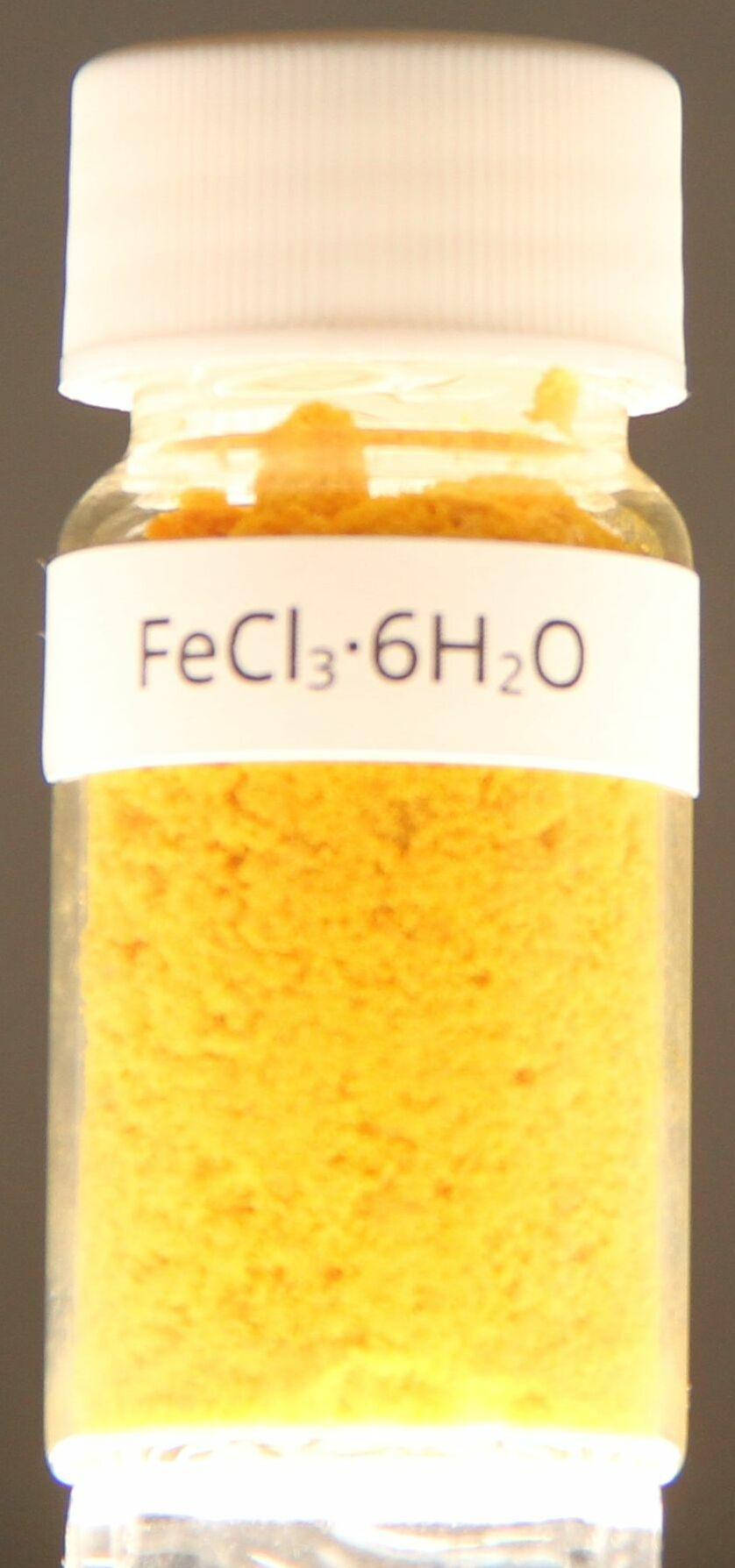
Хлорид железа(III) гексагидрат

Хлори́д желе́за(III) (хлорное железо, также — трихлорид железа) FeCl3 — средняя соль трёхвалентного железа и соляной кислоты, слабое амфотерное соединение.

## Физические свойства

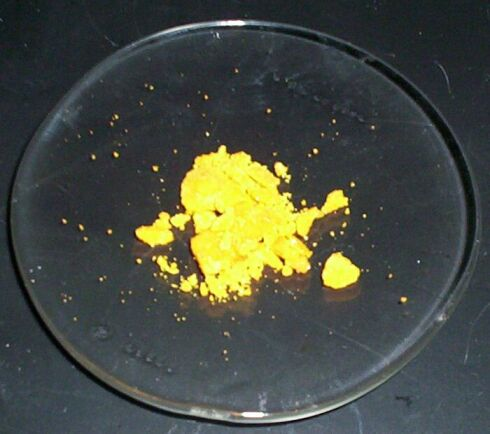
Хлорид железа(III)

Мерцающие, зеленые либо темно-красные, либо фиолетовые в проходящем свете, зеленые в отраженном свете листочки с металлическим блеском. Сильно гигроскопичен, на воздухе превращается в гидрат FeCl3· 6Н2О — гигроскопичные жёлтые, по другим источникам желто-коричневые кристаллы, хорошо растворимые в воде (при 20 °C в 100 г воды растворяется 91,9 г безводной соли).
Tпл 309 °C.

## Методы получения
- Самым простым методом получения трихлорида железа является действие на железные опилки или раскалённую железную проволоку[1] газообразным хлором. При этом, в отличие от действия соляной кислоты, образуется соль трёхвалентного железа — выделяется бурый дым из мельчайших её частиц[2]. Также можно получить трихлорид железа взаимодействием железа с хлором на свету. Так как молекулы хлора распадаются в присутствии света на высокореакционноспособные атомы-радикалы:

{\displaystyle {\mathsf {2Fe+3Cl_{2}\ \xrightarrow {h\nu ,+250^{o}C} \ 2FeCl_{3}}}}
- Также трихлорид получается при окислении хлором хлорида железа(II):

{\displaystyle {\mathsf {2FeCl_{2}+Cl_{2}\rightarrow 2FeCl_{3}}}}
- Также существует метод окисления оксидом серы(IV):

{\displaystyle {\mathsf {4FeCl_{2}+SO_{2}+4HCl\rightarrow 4FeCl_{3}+S+2H_{2}O}}}
- Другим способом получения трихлорида железа (FeCl3) является взаимодействие оксида железа(III) с соляной кислотой, сопровождающееся выделением воды и энергии в виде тепла:

{\displaystyle {\mathsf {Fe_{2}O_{3}+6HCl\rightarrow 2FeCl_{3}+3H_{2}O}}}

## Химические свойства
- При нагревании в атмосферном давлении до температуры плавления начинается медленное разложение трихлорида железа с образованием дихлорида и молекулярного хлора:

{\displaystyle {\mathsf {2FeCl_{3}\rightarrow 2FeCl_{2}+Cl_{2}\uparrow }}}
- За счёт того, что трихлорид железа является сильной кислотой Льюиса, он вступает во взаимодействие с некоторыми другими хлоридами, при этом образуются комплексные соли тетрахлороферратной кислоты:

{\displaystyle {\mathsf {FeCl_{3}+Cl^{-}\rightarrow [FeCl_{4}]^{-}}}}
- При нагревании до 350 °C с оксидом железа(III) образуется оксохлорид железа:

{\displaystyle {\mathsf {FeCl_{3}+Fe_{2}O_{3}\rightarrow 3FeOCl}}}
- Соли трёхвалентного железа являются слабыми окислителями, в частности, трихлорид железа хорошо окисляет металлическую медь, переводя её в растворимые хлориды:

{\displaystyle {\mathsf {FeCl_{3}+Cu\rightarrow FeCl_{2}+CuCl}}}
{\displaystyle {\mathsf {FeCl_{3}+CuCl\rightarrow FeCl_{2}+CuCl_{2}}}}
- реагирует с иодоводородом:

{\displaystyle {\mathsf {2FeCl_{3}+2HI\rightarrow 2FeCl_{2}+I_{2}+2HCl\uparrow }}}
Восстанавливается сернистым газом, сульфитами и органическими спиртами:
{\displaystyle {\mathsf {2FeCl_{3}+SO_{2}+2H_{2}O\longrightarrow 2FeCl_{2}+H_{2}SO_{4}+2HCl\uparrow }}}
{\displaystyle {\mathsf {2FeCl_{3}+Na_{2}SO_{3}+H_{2}O\longrightarrow 2FeCl_{2}+Na_{2}SO_{4}+2HCl\uparrow }}}
{\displaystyle {\mathsf {4FeCl_{3}+C_{2}H_{5}OH+H_{2}O\longrightarrow 4FeCl_{2}+CH_{3}COOH+4HCl\uparrow }}}
{\displaystyle {\mathsf {6FeCl_{3}+CH_{3}OH+H_{2}O\longrightarrow 6FeCl_{2}+CO_{2}\uparrow +6HCl\uparrow }}}

## Применение

Хлорид железа(III) в роли катализатора реакции электрофильного замещения Фриделя — Крафтса

- Хлорид железа(III) применяется при травлении печатных плат (радиотехника, системотехника).
- Используется для травления печатных форм (офорт, цинкография), как альтернатива азотной кислоте, реакция с которой сопровождается выделением высокотоксичных паров («лисий хвост»).
- Используется в кузнечном деле для проявления рисунка железа.
- Применяется как протрава при крашении тканей.
- В промышленных масштабах применяется как коагулянт для очистки воды.
- За счёт чётко выраженных кислотных свойств широко применяется в качестве катализатора в органическом синтезе. Например, для реакции электрофильного замещения в ароматических углеводородах.

## Безопасность
Хлорид железа(III) является токсичным, высококоррозионным соединением. Безводная соль служит осушителем.

На вкус представляет терпкую безвкусную массу. Язык приобретает сильную сухость и становится губкой.